# Yōta Satō
Yōta Satō (jap. 佐藤洋太 Satō Yōta; ur. 1 kwietnia 1984 w Morioce) – japoński bokser, były zawodowy mistrz świata wagi junior koguciej (do 115 funtów) organizacji WBC. 
Karierę zawodową rozpoczął 16 lutego 2004. Do listopada 2011 stoczył 26 walk, z których 23 wygrał 2 przegrał i 1 zremisował. W tym czasie zdobył tytuł mistrza Japonii w wadze junior koguciej, który bronił czterokrotnie.
27 marca 2012 w Tokio otrzymał szansę walki o tytuł mistrza WBC w kategorii junior koguciej z broniącym tytułu Tajem Suriyanem Sor Rungvisaiem. Po zaciętym pojedynku zwyciężył jednogłośnie na punkty i został nowym mistrzem świata. W pierwszej obronie tytułu, 8 lipca, zwyciężył jednogłośnie Filipińczyka Sylvestra Lopeza a następnie, 31 grudnia, rodaka Ryo Akaho dla którego była to pierwsza porażka w karierze.
3 maja 2013 w Si Sa Ket (Tajlandia) doszło do trzeciej obrony tytułu. Zmierzył się z Tajem Srisaketem Sor Rungvisaiem. Przegrał przez techniczny nokaut w ósmej rundzie i stracił pas mistrzowski. 